# Соперничество футбольных клубов «Зенит» (Санкт-Петербург) и «Спартак» (Москва)
Соперничество «Зенита» и «Спартака» (другое название — Дерби двух столиц) — противостояние между клубами «Зенит» и «Спартак», которое является весьма значимым в российском футболе.

## Болельщики

### Популярность и численность болельщиков
Уже давно идут споры по поводу того, какой клуб самый популярный в России — «Зенит» или «Спартак». Руководства обоих клубов называют свои команды таковыми. Сторонники «Зенита» ссылаются в первую очередь на различные социологические опросы и рейтинги в Интернете и соцсетях. Сторонники московского клуба указывают в основном на свои визуальные впечатления, а также на часто используемое ими клише «народной команды».
По мнению официального сайта «Зенита», в России команда имеет 15 миллионов поклонников, а во всём мире — 23,4 миллиона. Экс-коммерческий директор «Спартака» Александр Атамененко называл число в 27 миллионов. По данным ВЦИОМ, самым популярным клубом страны является «Зенит», «Спартак» — второй, но обе команды завышают числа — за них болеет 13 и 8 миллионов человек соответственно.

### Фанаты
Первые футбольные фанаты в стране появились у «Спартака» в 1970-е годы. Датой рождения фанатского движения «Зенита» считается 21 сентября 1980 года. Группа болельщиков команды приехала в Москву на матч со «Спартаком», где встретились с уже организованными ультрас «Спартака». Они объяснили, что есть «правые», а есть «левые» фанаты. После этого договорились о том, что будут защищать друг друга в своих городах от «левых». Так, между фанатами «Зенита» и «Спартака» завязалась дружба. Ультрас обоих клубов объединяла также общая идеологическая неприязнь к ЦСКА (армейскому клубу) и «Динамо» (клубу милиции). Был создан так называемый «договор о дружбе и сотрудничестве между фанатами московского „Спартака“ и ленинградского „Зенита“». Однако дружбе не было суждено просуществовать долго.
К концу 1980-х годов у ультрас «Зенита» нормализовались отношения с ультрас ЦСКА. Это не нравилось их красно-белым коллегам, для которых ЦСКА — традиционно главный соперник. В 1997 году все эмоции вылились на Щёлковском шоссе в массовой драке, которая позднее стала известна в фанатских кругах как «Щёлковское побоище» и «щелчок». С тех пор фанаты клубов считают друг друга врагами.
Среди фанатов обоих клубов популярны русская националистическая и расистская идеологии. На их секторах регулярно появляется чёрно-жёлто-белый флаг Российской империи, популярный в националистических кругах. В 2010—2013 годах фанаты «Зенита», «Спартака», «ЦСКА», «Динамо» и «Локомотива» объединились и провели ряд националистических акций против развития футбола в северокавказском регионе (особо не любимом российскими ультраправыми), в частности, против махачкалинского клуба «Анжи».

## История соперничества
Я даже вырезал себе таблицу, где «Спартак» на последнем месте. Так же сделали и многие мои друзья, повесили её у себя в кабинетах, офисах….
18 апреля 1922 года на базе русского гимнастического общества «Сокол» (РГО «Сокол»), существовавшего с 1883 года, был основан Московский клуб спорта (МКС). Основателем новой команды стал Николай Старостин. Этот день и считается датой основания «Спартака». Впоследствии команда носила несколько названий. В 1935 году клуб вошёл в состав всесоюзного добровольного спортивного общества «Спартак», объединявшего клубы промкооперации, и получил свою текущее название.
«Зенит» был основан на 3 года позже, 25 мая 1925 года. В этот день были организованы физкультурные кружки Ленинградского металлического завода (ЛМЗ). В 1931 году команда дебютировала в чемпионате Ленинграда. В мае 1936 года команда вошла в состав ДСО «Сталинец» и получила это название. Своё нынешнее название носит с 1940 года.
Первая встреча команд состоялась 8 августа 1936 года в Ленинграде, в 1/8 финала Кубка СССР. Победу со счётом 3:0 праздновал «Спартак». После этого началась 7-матчевая беспроигрышная серия красно-белых. Она прервалась 17 мая 1941 года, когда «Зенит» нанёс москвичам поражение в матче Высшей лиги СССР (1:0). Затем последовала 4-матчевая беспроигрышная серия «Зенита». Стоит отметить, что до распада СССР между командами не существовало принципиального соперничества. В те времена «Спартак» был одним из грандов футбола страны, а «Зенит» считался лишь середняком высшей лиги.
В 1984 году «Зенит» под руководством Павла Садырина впервые в истории стал чемпионом страны. В том сезоне главным конкурентом был «Спартак». В очной встрече (3:2) Юрий Желудков забил два мяча в один угол ворот «Спартака» (оба со штрафных), принеся сине-бело-голубым победу. В результате ленинградцы обошли красно-белых на 4 очка в турнирной таблице и стали чемпионами страны.
После распада СССР и образования футбольных лиг независимой России «Зенит» скатился в ФНЛ, а «Спартак» доминировал в российском футболе на всём протяжении 1990-х годов.
В 1995 году «Зенит» вновь возглавил Павел Садырин. Он с ходу вернул клуб в высший дивизион Чемпионата России по футболу. По рассказам очевидцев, Павел Федорович так ставил цель команде: «Выйти в Высшую лигу и обыграть там Романцева, или кто там будет в „Спартаке“». Правда, возможно, формулировка известного изречения тренера была и другой: «Цель на следующий сезон — обыграть „Спартак“ и закрепиться в высшей лиге».
В 2003 году был проведён единственный в истории розыгрыш Кубка Российской Премьер-Лиги. В 1/4 финала «Зенит» победил «Спартак» по сумме двух матчей (2:1) и вышел в полуфинал. В итоге петербуржцы выиграли турнир, обыграв в финале новороссийский «Черноморец».
6 мая 2012 года после матча со «Спартаком» футболисты «Зенита» должны были получить чемпионский кубок и золотые медали. Несмотря на отсутствие турнирной мотивации (команда выиграла Чемпионат за 3 тура до финиша) игроки и тренеры петербуржцев выражали сильное желание обыграть соперников с крупным счётом. Тем не менее, красно-белые выиграли матч, несмотря на то, что остались в меньшинстве после неоднозначного удаления Эменике. Таким образом, «Спартак» стал единственной командой, обыгравшей петербуржцев в турнире первой восьмёрки и победившей «Зенит» на его поле в сезоне 2011/2012 (не считая технического поражения от ЦСКА).
Перед первой встречей в сезоне 2012/2013 только у «Спартака» и «Зенита» было по 9 очков в турнирной таблице после трёх туров. Матч четвёртого тура был выигран «Зенитом» со счетом 5:0, а в ходе игры Вячеслав Малафеев отразил пенальти в исполнении Динияра Билялетдинова. Это поражение оказалось самым крупным для «Спартака» в его российской истории на тот момент.
В 2017—2022 годах «Спартак» ни разу не обыграл «Зенит». За это время 7 матчей кончились победой «Зенита», 4 игры — ничьей. Серия прервалась победой «Спартака» в матче Кубка России 29 сентября 2022 года (3:0).
24 октября 2021 года в 12-м туре сезона 2021/2022 «Зенит» одержал победу над «Спартаком» со счётом 7:1, которая стала для петербургского клуба крупнейшей в истории противостояния между этими командами. Также это поражение стало для «Спартака» крупнейшим в истории чемпионата России.
9 июля команды встречались в матче за Суперкубок России. Болельщики и пресса ждали от команд более-менее равной игры, но «Зенит» разгромил «Спартак» со счётом 4:0 и завоевал трофей.
27 ноября 2022 года после матча группового этапа Кубка России на поле произошла массовая драка, которая закончилась удалением Вильмара Барриоса, Родригао, Малкома, Александра Соболева, Александра Селихова и Шамара Николсона. После игры была назначена серия пенальти, в которой «Зенит» победил 4:2.
7 мая 2023 года для досрочной победы в чемпионате «Зениту» надо было одолеть «Спартак». Большую часть матча петербуржцы вели в счёте (2:1), но за 5 минут до конца основного времени «Спартак» сравнял счёт с пенальти (отличился Квинси Промес). В уже добавленное время Иван Сергеев забил гол, тем самым принеся «Зениту» пятый трофей подряд.
16 марта 2025 года «Спартак» впервые за 7 лет обыграл «Зенит» в чемпионате России со счётом 2:1. В победном для красно-белых матче дубль оформил люксембуржский полузащитник Кристофер Мартинс.

## Трофеи
|                                         | Спартак                                                                                | Зенит                                                                                        |
| --------------------------------------- | -------------------------------------------------------------------------------------- | -------------------------------------------------------------------------------------------- |
| Чемпион СССР                            | 12 раз: 1936 (осень), 1938, 1939, 1952, 1953, 1956, 1958, 1962, 1969, 1979, 1987, 1989 | 1 раз: 1984                                                                                  |
| Чемпион России                          | 10 раз: 1992, 1993, 1994, 1996, 1997, 1998, 1999, 2000, 2001, 2016/2017                | 10 раз: 2007, 2010, 2011/12, 2014/15, 2018/19, 2019/20, 2020/21, 2021/22, 2022/23, 2023/2024 |
| Обладатель Кубка СССР                   | 10 раз: 1938, 1939, 1946, 1947, 1950, 1958, 1963, 1965, 1971, 1991/92                  | 1 раз: 1944                                                                                  |
| Обладатель Кубка России                 | 4 раза: 1993/94, 1997/98, 2002/03, 2021/22                                             | 5 раз: 1998/99, 2009/10, 2015/16, 2019/20, 2023/24                                           |
| Обладатель Кубка сезона                 | нет                                                                                    | 1 раз: 1985                                                                                  |
| Обладатель Кубка федерации футбола СССР | 1 раз: 1987                                                                            | нет                                                                                          |
| Обладатель Суперкубка России            | 1 раз: 2017                                                                            | 9 раз: 2008, 2011, 2015, 2016, 2020, 2021, 2022, 2023, 2024                                  |
| Обладатель Кубка Премьер-лиги           | нет                                                                                    | 1 раз: 2003                                                                                  |
| Обладатель Кубка УЕФА                   | нет                                                                                    | 1 раз: 2007/08                                                                               |
| Обладатель Суперкубка УЕФА              | нет                                                                                    | 1 раз: 2008                                                                                  |
| ВСЕГО                                   | 38                                                                                     | 30                                                                                           |

## Общие игроки и тренеры

### Футболисты, игравшие за оба клуба
| Игрок              | Дата рождения | Выступления за «Зенит» | Выступления за «Зенит» | Выступления за «Зенит» | Выступления за «Спартак»        | Выступления за «Спартак» | Выступления за «Спартак» |
| Игрок              | Дата рождения | Годы                   | Матчи                  | Голы                   | Годы                            | Матчи                    | Голы                     |
| ------------------ | ------------- | ---------------------- | ---------------------- | ---------------------- | ------------------------------- | ------------------------ | ------------------------ |
| Сергей Сальников   | 13.09.1925    | 1944—1945              | 20                     | 7                      | 1942—1943; 1946—1949; 1955—1960 | 217                      | 78                       |
| Немесио Посуэло    | 07.07.1940    | 1965                   | 6                      | 0                      | 1964                            | 18                       | 3                        |
| Анзор Кавазашвили  | 19.07.1940    | 1960                   | 30                     | -35                    | 1969—1971                       | 86                       | -57                      |
| Валерий Рудь       | 06.03.1944    | 1966—1967              | 66                     | 2                      | 1969                            | 3                        | 0                        |
| Сергей Швецов      | 07.12.1960    | 1978—1980              | 34                     | 6                      | 1981—1984                       | 90                       | 21                       |
| Валерий Попелнуха  | 06.04.1963    | 1989                   | 21                     | 2                      | 1983; 1986; 1990                | 11                       | 1                        |
| \ Сергей Дмитриев  | 19.03.1964    | 1982—1988; 1995—1996   | 192                    | 59                     | 1997                            | 9                        | 2                        |
| \ Василий Кульков  | 11.06.1966    | 1997—1998              | 44                     | 2                      | 1989—1991; 1995—1997            | 121                      | 4                        |
| \ Игорь Козлов     | 03.04.1970    | 1997                   | 1                      | 0                      | 1991                            | 4                        | 1                        |
| \ Дмитрий Радченко | 02.12.1970    | 1988—1990              | 68                     | 17                     | 1991—1993                       | 82                       | 36                       |
| Максим Деменко     | 21.04.1976    | 2000—2001              | 47                     | 11                     | 2003                            | 24                       | 0                        |
| Роман Широков      | 06.07.1981    | 2008—2013              | 198                    | 43                     | 2014—2015                       | 20                       | 1                        |
| Павел Погребняк    | 08.11.1983    | 2007—2009              | 90                     | 39                     | 2002—2004                       | 25                       | 5                        |
| Владимир Быстров   | 31.01.1984    | 2002—2005; 2009—2013   | 197                    | 25                     | 2005—2009                       | 137                      | 18                       |
| Артем Дзюба        | 22.08.1988    | 2015—2022              | 249                    | 108                    | 2006—2014                       | 166                      | 38                       |
| Миха Мевля         | 12.06.1990    | 2017—2018              | 43                     | 1                      | 2022                            | 7                        | 0                        |
| Александр Кокорин  | 19.03.1991    | 2016—2018              | 92                     | 34                     | 2020                            | 10                       | 2                        |
| Антон Заболотный   | 13.06.1991    | 2018—2019              | 44                     | 4                      | 2025—н. в.                      | 6                        | 0                        |
| Зелимхан Бакаев    | 01.07.1996    | 2022—2023              | 34                     | 3                      | 2015—2022                       | 105                      | 14                       |
| Александр Соболев  | 07.03.1997    | 2024—н. в.             | 37                     | 9                      | 2020—2024                       | 140                      | 58                       |
| Максим Глушенков   | 28.07.1999    | 2024—н. в.             | 31                     | 11                     | 2019—2020                       | 11                       | 0                        |

Сортировка по дате рождения.

### Играли за один клуб, тренировали другой
| Тренер         | Играл за клуб | Играл за клуб   | Играл за клуб | Играл за клуб | Тренировал клуб | Тренировал клуб |
| Тренер         | Клуб          | Годы            | Матчи в лиге  | Голы в лиге   | Клуб            | Годы            |
| -------------- | ------------- | --------------- | ------------- | ------------- | --------------- | --------------- |
| / Юрий Морозов | «Зенит»       | 1954; 1957—1958 | 15            | 1             | «Спартак»       | 1977            |

### Тренеры, работавшие в обоих клубах
| Тренер         | Карьера в «Зените»         | Карьера в «Зените» | Карьера в «Зените» | Карьера в «Зените» | Карьера в «Зените» | Карьера в «Зените» | Карьера в «Спартаке» | Карьера в «Спартаке» | Карьера в «Спартаке» | Карьера в «Спартаке» | Карьера в «Спартаке» | Карьера в «Спартаке» |
| Тренер         | Годы                       | И                  | В                  | Н                  | П                  | % побед            | Годы                 | И                    | В                    | Н                    | П                    | % побед              |
| -------------- | -------------------------- | ------------------ | ------------------ | ------------------ | ------------------ | ------------------ | -------------------- | -------------------- | -------------------- | -------------------- | -------------------- | -------------------- |
| \ Юрий Морозов | 1978—1982; 1991; 2000—2002 | ?                  | ?                  | ?                  | ?                  | ?                  | 1977                 | ?                    | ?                    | ?                    | ?                    | ?                    |

## Результаты матчей
| №   | Дата       | Турнир                       | Хозяева  | Гости    | Счёт           | Голы                                                                                               |
| 1   | 08.08.1936 | Кубок СССР, 1/8              | Сталинец | Спартак  | 0:3            | Никифоров (23), Ан. Старостин (35, 85)                                                             |
| 2   | 04.06.1938 | Чемпионат СССР               | Сталинец | Спартак  | 0:4            | Соколов (19), Лапшин (22), Соколов (51), Степанов (55)                                             |
| 3   | 22.05.1939 | Чемпионат СССР               | Спартак  | Сталинец | 4:0            | Медведев (31, автогол), Корнилов (47), Соколов (61), Степанов (86, пен.)                           |
| 4   | 23.08.1939 | Чемпионат СССР               | Сталинец | Спартак  | 1:4            | Смагин (2) — Семенов (26), Гуляев (31), Протасов (45), Семенов (70).                               |
| 5   | 12.09.1939 | Кубок СССР, Финал            | Спартак  | Сталинец | 3:1            | М. Барышев (05, автогол), Семенов (29), А. Соколов (50) — Г. Ласин (15)                            |
| 6   | 20.06.1940 | Чемпионат СССР               | Зенит    | Спартак  | 3:4            | Одинцов (27), Шелагин (69), Ивин (73) — Семенов (4, 57), А.Соколов (24), Протасов (42)             |
| 7   | 21.10.1940 | Чемпионат СССР               | Спартак  | Зенит    | 2:0            | Корнилов (74), А. Соколов (80)                                                                     |
| 8   | 17.06.1941 | Чемпионат СССР               | Зенит    | Спартак  | 1:0            | Левин-Коган (39)                                                                                   |
| 9   | 22.08.1944 | Кубок СССР, 1/2              | Спартак  | Зенит    | 2:2 (д.в.)     | Сальников (65), Глазков (72) — Климов (68), Смирнов (88)                                           |
| 10  | 23.08.1944 | Кубок СССР, 1/2              | Спартак  | Зенит    | 0:1 (д.в.)     | Чучелов (100)                                                                                      |
| 11  | 01.07.1945 | Чемпионат СССР               | Спартак  | Зенит    | 1:3            | Тимаков (10) — Федоров (29), Чучелов (32), Сальников (70)                                          |
| 12  | 05.09.1945 | Чемпионат СССР               | Зенит    | Спартак  | 3:1            | Сальников (15), Чучелов (82), Бодров (88) — Конов (8)                                              |
| 13  | 11.06.1946 | Чемпионат СССР               | Спартак  | Зенит    | 2:0            | Смыслов (44), Соколов (60)                                                                         |
| 14  | 24.08.1946 | Чемпионат СССР               | Зенит    | Спартак  | 0:3            | Семенов (32), Сальников (35), Конов (52)                                                           |
| 15  | 09.05.1947 | Чемпионат СССР               | Зенит    | Спартак  | 1:2            | Комаров (68) — Глазков (51), Дементьев (59)                                                        |
| 16  | 07.08.1947 | Чемпионат СССР               | Спартак  | Зенит    | 0:0            | |
| 17  | 06.06.1948 | Чемпионат СССР               | Спартак  | Зенит    | 0:4            | Марютин (50, 66, 77), Комаров (82)                                                                 |
| 18  | 19.07.1948 | Чемпионат СССР               | Зенит    | Спартак  | 1:4            | Сеглин (39, автогол) — Конов (14, 58), Парамонов (79), Сальников (84)                              |
| 19  | 02.06.1949 | Чемпионат СССР               | Зенит    | Спартак  | 5:0            | Орлов (10, 18, 60), Комаров (45), Марютин (89)                                                     |
| 20  | 25.09.1949 | Чемпионат СССР               | Спартак  | Зенит    | 2:1            | Дементьев (34), Парамонов (40) — Кравец (70)                                                       |
| 21  | 26.05.1950 | Чемпионат СССР               | Спартак  | Зенит    | 0:0            | |
| 22  | 29.08.1950 | Чемпионат СССР               | Зенит    | Спартак  | 1:2            | Коротков (33, пен.) — Терентьев (23, 86)                                                           |
| 23  | 28.10.1950 | Кубок СССР, 1/4              | Спартак  | Зенит    | 3:1            | Рысцов (15), Парамонов (50), Симонян (57) — Кравец (34)                                            |
| 24  | 20.06.1951 | Чемпионат СССР               | Зенит    | Спартак  | 2:1            | Жилин (70, 85) — Рысцов (44)                                                                       |
| 25  | 13.09.1951 | Чемпионат СССР               | Спартак  | Зенит    | 1:2            | Ильин (9) — Марютин (38), Виноградов (84)                                                          |
| 26  | 03.09.1952 | Чемпионат СССР               | Спартак  | Зенит    | 4:1            | Паршин (50), Парамонов (?), Емышев (?), Ильин (?) — Виноградов (12)                                |
| 27  | 09.06.1953 | Чемпионат СССР               | Спартак  | Зенит    | 3:0            | Парамонов (44), Емышев (65), Симонян (90, пен.)                                                    |
| 28  | 07.09.1953 | Чемпионат СССР               | Зенит    | Спартак  | 1:0            | Володин (13)                                                                                       |
| 29  | 17.05.1954 | Чемпионат СССР               | Спартак  | Зенит    | 2:1            | Парамонов (55), Ильин (57) — Виноградов (28)                                                       |
| 30  | 07.09.1954 | Чемпионат СССР               | Зенит    | Спартак  | 0:1            | Ильин (6)                                                                                          |
| 31  | 29.05.1955 | Чемпионат СССР               | Спартак  | Зенит    | 2:0            | Нетто (33, 39)                                                                                     |
| 32  | 06.07.1955 | Чемпионат СССР               | Зенит    | Спартак  | 0:4            | Исаев (2, 42), Нетто (18), Паршин (75)                                                             |
| 33  | 06.05.1956 | Чемпионат СССР               | Спартак  | Зенит    | 1:1            | Мозер (63) — Марютин (12)                                                                          |
| 34  | 19.06.1956 | Чемпионат СССР               | Зенит    | Спартак  | 0:6            | Исаев (32), Мозер (35, ?), Татушин (?, ?), Симонян (?)                                             |
| 35  | 19.05.1957 | Чемпионат СССР               | Зенит    | Спартак  | 1:4            | Седов (41, авт.) — Сальников (4, пен.), Татушин (64), Мозер (66), Симонян (81)                     |
| 36  | 28.06.1957 | Чемпионат СССР               | Спартак  | Зенит    | 3:4            | Симонян (6, 40, ?), — Царицын (35, ?, 85), Храповицкий (85)                                        |
| 37  | 27.04.1958 | Чемпионат СССР               | Спартак  | Зенит    | 5:1            | Мозер (6, 42), Мишин (22), Сальников (52, пен.), Симонян (70) — Батанов (81)                       |
| 38  | 06.09.1958 | Чемпионат СССР               | Зенит    | Спартак  | 4:2            | Бурчалкин (19), Бондаренко (45), Морозов (54), Завидонов (62) — Исаев (18, 64)                     |
| 39  | 02.05.1959 | Чемпионат СССР               | Зенит    | Спартак  | 2:0            | А. Иванов (4), Царицын (45)                                                                        |
| 40  | 23.08.1959 | Чемпионат СССР               | Спартак  | Зенит    | 3:1            | Ильин (10, 48), Батанов (27, авт.) — Бондаренко (7)                                                |
| 41  | 27.04.1961 | Чемпионат СССР               | Спартак  | Зенит    | 2:2            | Ильин (40, 77) — Бурчалкин (52), Храповицкий (68)                                                  |
| 42  | 19.07.1961 | Чемпионат СССР               | Зенит    | Спартак  | 2:6            | Аксёнов (?), Бурчалкин (?) — Исаев (40), Нетто (60), Хусаинов (?, ?), Фалин (?), Маслёнкин (?)     |
| 43  | 15.10.1962 | Чемпионат СССР               | Зенит    | Спартак  | 2:3            | Бурчалкин (31), Рязанов (54) — Маслёнкин (5), Севидов (73), Фалин (81)                             |
| 44  | 09.11.1962 | Чемпионат СССР               | Спартак  | Зенит    | 1:0            | Апресян (16)                                                                                       |
| 45  | 03.06.1963 | Чемпионат СССР               | Зенит    | Спартак  | 2:1            | Васильев (30), Бурчалкин (48) — Рожков (17)                                                        |
| 46  | 22.08.1963 | Чемпионат СССР               | Спартак  | Зенит    | 0:0            | |
| 47  | 02.07.1964 | Чемпионат СССР               | Зенит    | Спартак  | 0:4            | Посуэло (17, 50), Хусаинов (53), Севидов (75, пен.)                                                |
| 48  | 15.10.1964 | Чемпионат СССР               | Спартак  | Зенит    | 2:1            | Амбарцумян (48), Логофет (66) — Завидонов (16)                                                     |
| 49  | 11.07.1965 | Чемпионат СССР               | Зенит    | Спартак  | 1:0            | Садырин (50)                                                                                       |
| 50  | 03.11.1965 | Чемпионат СССР               | Спартак  | Зенит    | 0:1            | Совейко (21)                                                                                       |
| 51  | 03.07.1966 | Чемпионат СССР               | Зенит    | Спартак  | 2:2            | Наумов (26), Завидонов (48) — Голодубов (24), Осянин (62)                                          |
| 52  | 19.10.1966 | Чемпионат СССР               | Спартак  | Зенит    | 1:1            | Бокатов (19) — Завидонов (4)                                                                       |
| 53  | 04.07.1967 | Чемпионат СССР               | Спартак  | Зенит    | 3:0            | Амбарцумян (19, 51), Янкин (78)                                                                    |
| 54  | 22.10.1967 | Чемпионат СССР               | Зенит    | Спартак  | 0:0            | |
| 55  | 22.05.1968 | Чемпионат СССР               | Спартак  | Зенит    | 4:0            | Хусаинов (25, 75), Янкин (67), Амбарцумян (78)                                                     |
| 56  | 17.09.1968 | Чемпионат СССР               | Зенит    | Спартак  | 1:0            | Вьюн (76)                                                                                          |
| 57  | 19.05.1969 | Чемпионат СССР               | Зенит    | Спартак  | 0:1            | Осянин (22)                                                                                        |
| 58  | 04.06.1969 | Чемпионат СССР               | Спартак  | Зенит    | 2:1            | Хусаинов (8), Григорьев (11) — Унанов (29, пен.)                                                   |
| 59  | 19.05.1970 | Чемпионат СССР               | Зенит    | Спартак  | 1:2            | Унанов (68, пен.) — Калинов (23), Хусаинов (48)                                                    |
| 60  | 17.08.1970 | Чемпионат СССР               | Спартак  | Зенит    | 3:0            | Калинов (27), Проскурин (32), Хусаинов (51)                                                        |
| 61  | 06.05.1971 | Чемпионат СССР               | Спартак  | Зенит    | 1:1            | Егорович (87) — Гончаров (8)                                                                       |
| 62  | 08.10.1971 | Чемпионат СССР               | Зенит    | Спартак  | 1:0            | Кох (75)                                                                                           |
| 63  | 17.06.1972 | Чемпионат СССР               | Зенит    | Спартак  | 0:0            | |
| 64  | 17.09.1972 | Чемпионат СССР               | Спартак  | Зенит    | 1:2            | Пискарёв (9) — Хромченков (52), Зинченко (84)                                                      |
| 65  | 19.05.1973 | Чемпионат СССР               | Спартак  | Зенит    | 2:0            | Редин (35), Булгаков (65, пен.)                                                                    |
| 66  | 12.08.1973 | Чемпионат СССР               | Зенит    | Спартак  | 0:0 (4:5 пен.) | Трембач, Фокин, Садырин, Николаев — Букиевский, Киселёв, Булгаков, Пискарёв, Ольшанский            |
| 67  | 30.05.1974 | Чемпионат СССР               | Спартак  | Зенит    | 1:1            | Минаев (17) — Казачёнок (24)                                                                       |
| 68  | 13.10.1974 | Чемпионат СССР               | Зенит    | Спартак  | 1:1            | Голубев (63) — Булгаков (59)                                                                       |
| 69  | 07.06.1975 | Чемпионат СССР               | Зенит    | Спартак  | 0:2            | Ловчев (19), Минаев (63)                                                                           |
| 70  | 17.08.1975 | Чемпионат СССР               | Спартак  | Зенит    | 2:2            | Ловчев (10), Андреев (77, пен.) — Хромченков (42, 70)                                              |
| 71  | 09.05.1976 | Чемпионат СССР               | Зенит    | Спартак  | 0:0            | |
| 72  | 17.08.1976 | Чемпионат СССР               | Спартак  | Зенит    | 1:2            | Ловчев (44) — Белов (63), Орлов (65)                                                               |
| 73  | 17.06.1978 | Чемпионат СССР               | Зенит    | Спартак  | 3:1            | Тимофеев (64), Клементьев (65, 84) — Шавло (32)                                                    |
| 74  | 02.08.1978 | Чемпионат СССР               | Спартак  | Зенит    | 1:1            | Павленко (55) — Распутин (15)                                                                      |
| 75  | 18.06.1979 | Чемпионат СССР               | Зенит    | Спартак  | 0:1            | Сидоров (36)                                                                                       |
| 76  | 06.10.1979 | Чемпионат СССР               | Спартак  | Зенит    | 3:1            | Гесс (15), Гаврилов (80), Сорокин (84) — Казачёнок (41)                                            |
| 77  | 10.03.1980 | Кубок СССР, 1-я зона         | Спартак  | Зенит    | 1:1            | Гаврилов (89) — Шавло (16, авт.)                                                                   |
| 78  | 27.05.1980 | Чемпионат СССР               | Зенит    | Спартак  | 1:1            | Герасимов (31) — Шавло (61)                                                                        |
| 79  | 21.09.1980 | Чемпионат СССР               | Спартак  | Зенит    | 1:1            | Мирзоян (33, пен.) — Желудков (67)                                                                 |
| 80  | 21.04.1981 | Чемпионат СССР               | Зенит    | Спартак  | 2:0            | Брошин (21), Желудков (72)                                                                         |
| 81  | 17.08.1981 | Чемпионат СССР               | Спартак  | Зенит    | 1:1            | Черенков (61) — Казаченок (67)                                                                     |
| 82  | 26.03.1982 | Чемпионат СССР               | Зенит    | Спартак  | 0:0            | |
| 83  | 16.11.1982 | Чемпионат СССР               | Спартак  | Зенит    | 1:1            | Шавло (1) — Чухлов (72)                                                                            |
| 84  | 04.05.1983 | Чемпионат СССР               | Спартак  | Зенит    | 3:0            | Гладилин (30), Гаврилов (61), Гесс (85)                                                            |
| 85  | 06.08.1983 | Чемпионат СССР               | Зенит    | Спартак  | 0:2            | Сочнов (38), Черенков (63)                                                                         |
| 86  | 27.06.1984 | Чемпионат СССР               | Зенит    | Спартак  | 0:2            | Бубнов (21), Гаврилов (86)                                                                         |
| 87  | 07.08.1984 | Чемпионат СССР               | Спартак  | Зенит    | 2:3            | Шавло (30), Сидоров (72) — Клементьев (25), Желудков (63, 79)                                      |
| 88  | 29.10.1984 | Кубок СССР, 1/8              | Спартак  | Зенит    | 0:3            | Клементьев (66), Герасимов (71), Давыдов (85)                                                      |
| 89  | 17.03.1985 | Чемпионат СССР               | Зенит    | Спартак  | 1:4            | Клементьев (89) — Черенков (28, 42), Шавло (34), Родионов (54)                                     |
| 90  | 13.07.1985 | Чемпионат СССР               | Спартак  | Зенит    | 2:0            | Сидоров (26), Черенков (44)                                                                        |
| 91  | 09.03.1986 | Чемпионат СССР               | Спартак  | Зенит    | 0:0            | |
| 92  | 07.09.1986 | Чемпионат СССР               | Зенит    | Спартак  | 0:1            | Родионов (56)                                                                                      |
| 93  | 11.06.1987 | Чемпионат СССР               | Спартак  | Зенит    | 1:3            | Черенков (11) — Данилов (26), Е. Кузнецов (70), Б. Кузнецов (82, автогол)                          |
| 94  | 20.08.1987 | Чемпионат СССР               | Зенит    | Спартак  | 2:2            | Ларионов (71), Чухлов (78) — Пасулько (8), Ал. Мостовой (81)                                       |
| 95  | 25.07.1988 | Чемпионат СССР               | Зенит    | Спартак  | 0:0            | |
| 96  | 19.11.1988 | Чемпионат СССР               | Спартак  | Зенит    | 1:1            | Шалимов (56) — Веденеев (69)                                                                       |
| 97  | 04.04.1989 | Чемпионат СССР               | Спартак  | Зенит    | 0:0            | |
| 98  | 06.07.1989 | Чемпионат СССР               | Зенит    | Спартак  | 1:5            | Афанасьев (24) — Шмаров (17), Родионов (64, 72, 77), Черенков (83)                                 |
| 99  | 14.05.1992 | Чемпионат России             | Зенит    | Спартак  | 2:0            | Кулик (24, 87)                                                                                     |
| 100 | 29.07.1992 | Чемпионат России             | Спартак  | Зенит    | 4:0            | Онопко (19, пен.), Пятницкий (24), Радченко (44), Ледяхов (56)                                     |
| 101 | 16.07.1996 | Чемпионат России             | Спартак  | Зенит    | 0:2            | Лепёхин (57), Зубко (75)                                                                           |
| 102 | 03.11.1996 | Чемпионат России             | Зенит    | Спартак  | 1:2            | Данилов (3) — Тихонов (30), Титов (73)                                                             |
| 103 | 03.05.1997 | Чемпионат России             | Зенит    | Спартак  | 0:0            | |
| 104 | 07.05.1997 | Кубок России, 1/4            | Спартак  | Зенит    | 0:1            | Лепёхин (79)                                                                                       |
| 105 | 08.30.1997 | Чемпионат России             | Спартак  | Зенит    | 2:0            | Титов (14), Кечинов (34)                                                                           |
| 106 | 28.03.1998 | Чемпионат России             | Зенит    | Спартак  | 2:1            | Герасимец (32), Куртиян (70, пен.) — Цимбаларь (6)                                                 |
| 107 | 15.07.1998 | Чемпионат России             | Спартак  | Зенит    | 0:0            | |
| 108 | 25.04.1999 | Чемпионат России             | Зенит    | Спартак  | 1:2            | Вернидуб (82) — Тихонов (41, 76)                                                                   |
| 109 | 28.07.1999 | Чемпионат России             | Спартак  | Зенит    | 4:1            | Булатов (2, 73), Тихонов (6, пен.), Ширко (51) — Панов (66)                                        |
| 110 | 23.06.2000 | Чемпионат России             | Спартак  | Зенит    | 1:2            | Титов (52) — Панов (13), Горшков (61)                                                              |
| 111 | 29.10.2000 | Чемпионат России             | Зенит    | Спартак  | 1:2            | Попович (74, пен.) — Титов (11), Безродный (88)                                                    |
| 112 | 30.06.2001 | Чемпионат России             | Зенит    | Спартак  | 2:1            | Кержаков (70), Катульский (74) — Парфёнов (17, пен.)                                               |
| 113 | 27.10.2001 | Чемпионат России             | Спартак  | Зенит    | 3:1            | Титов (25), Баранов (27), Парфёнов (53, пен.) — Аршавин (3)                                        |
| 114 | 10.07.2002 | Чемпионат России             | Спартак  | Зенит    | 4:3            | Бесчастных (51, пен., 58), Кебе (64), Сычёв (69) — Кержаков (5, 60), Аршавин (47)                  |
| 115 | 30.07.2002 | Чемпионат России             | Зенит    | Спартак  | 0:1            | Бесчастных (78)                                                                                    |
| 116 | 23.04.2003 | Чемпионат России             | Спартак  | Зенит    | 1:1            | Павленко (26) — Спивак (16, пен.)                                                                  |
| 117 | 29.04.2003 | Кубок Премьер-Лиги, 1/4      | Зенит    | Спартак  | 1:0            | Игонин (45+1)                                                                                      |
| 118 | 06.06.2003 | Кубок Премьер-Лиги, 1/4      | Спартак  | Зенит    | 1:1            | Данишевский (56) — Радимов (73)                                                                    |
| 119 | 19.09.2003 | Чемпионат России             | Зенит    | Спартак  | 2:1            | Быстров (30), Мареш (60) — Пьянович (69)                                                           |
| 120 | 01.04.2004 | Чемпионат России             | Спартак  | Зенит    | 0:3            | Кержаков (37), Спивак (50), Аршавин (60)                                                           |
| 121 | 21.08.2004 | Чемпионат России             | Зенит    | Спартак  | 2:0            | Спивак (12, пен.), Радимов (20)                                                                    |
| 122 | 11.06.2005 | Чемпионат России             | Зенит    | Спартак  | 1:1            | Кержаков (86) — Павлюченко (59)                                                                    |
| 123 | 16.10.2005 | Чемпионат России             | Спартак  | Зенит    | 1:1            | Видич (80, пен.) — Аршавин (60)                                                                    |
| 124 | 30.04.2006 | Чемпионат России             | Зенит    | Спартак  | 1:4            | Ковальчук (3, автогол) — Павлюченко (35, пен.), Пьянович (46, 72), Баженов (75)                    |
| 125 | 14.10.2006 | Чемпионат России             | Спартак  | Зенит    | 1:0            | Быстров (90+2)                                                                                     |
| 126 | 31.03.2007 | Чемпионат России             | Зенит    | Спартак  | 1:3            | Погребняк (85) — Титов (2), Штранцль (23), Быстров (37, пен.)                                      |
| 127 | 04.04.2007 | Кубок России, 1/4            | Зенит    | Спартак  | 1:2            | Погребняк (72) — Моцарт (45, пен.), Дзюба (69)                                                     |
| 128 | 18.04.2007 | Кубок России, 1/4            | Спартак  | Зенит    | 1:1            | Прудников (17) — Погребняк (52)                                                                    |
| 129 | 21.07.2007 | Чемпионат России             | Спартак  | Зенит    | 3:1            | Павлюченко (28, 62, пен.), Баженов (83) — Аршавин (45)                                             |
| 130 | 16.03.2008 | Чемпионат России             | Зенит    | Спартак  | 0:0            | |
| 131 | 22.11.2008 | Чемпионат России             | Спартак  | Зенит    | 1:3            | Павленко (47) — Погребняк (5), Данни (19, 45+1).                                                   |
| 132 | 15.03.2009 | Чемпионат России             | Спартак  | Зенит    | 1:1            | Саенко (2) — Погребняк (17).                                                                       |
| 133 | 29.11.2009 | Чемпионат России             | Зенит    | Спартак  | 2:1            | Зырянов (45+2), Ломбертс (50) — Фатхи (83)                                                         |
| 134 | 21.03.2010 | Чемпионат России             | Зенит    | Спартак  | 1:1            | Ломбертс (88) — Веллитон (12)                                                                      |
| 135 | 27.10.2010 | Чемпионат России             | Спартак  | Зенит    | 1:0            | Д. Комбаров (88, пен.).                                                                            |
| 136 | 29.05.2011 | Чемпионат России             | Зенит    | Спартак  | 3:0            | Лазович (36, пен.), Кержаков (66, 85)                                                              |
| 137 | 02.10.2011 | Чемпионат России             | Спартак  | Зенит    | 2:2            | Анюков (22, автогол), Веллитон (80) — Данни (39), Кержаков (46).                                   |
| 138 | 31.03.2012 | Чемпионат России             | Спартак  | Зенит    | 1:2            | Дзюба (85) — Семак (10), Кержаков (63, пен.).                                                      |
| 139 | 06.05.2012 | Чемпионат России             | Зенит    | Спартак  | 2:3            | Кержаков (23), Семак (82, пен.) — Билялетдинов (70), Эменике (84), Кариока (89)                    |
| 140 | 11.08.2012 | Чемпионат России             | Зенит    | Спартак  | 5:0            | Канунников (15), Быстров (52), Широков (61), Файзулин (67, 88)                                     |
| 141 | 01.12.2012 | Чемпионат России             | Спартак  | Зенит    | 2:4            | Дзюба (26), Эменике (81) — Халк (21), Витсель (41, 71), Широков (78)                               |
| 142 | 28.09.2013 | Чемпионат России             | Зенит    | Спартак  | 4:2            | Кержаков (20), Халк (69), Шатов (81), Данни (85) — Чельстрём (29), Мовсисян (70)                   |
| 143 | 10.11.2013 | Чемпионат России             | Спартак  | Зенит    | 4:2            | Мовсисян (33, 44, 48), Глушаков (83) — Кержаков (6), Халк (64)                                     |
| 144 | 27.09.2014 | Чемпионат России             | Зенит    | Спартак  | 0:0            | |
| 145 | 02.05.2015 | Чемпионат России             | Спартак  | Зенит    | 1:1            | Ромуло (48) — Халк (90)                                                                            |
| 146 | 26.09.2015 | Чемпионат России             | Спартак  | Зенит    | 2:2            | Зе Луиш (6), Попов (70) — Халк (27), Дзюба (88)                                                    |
| 147 | 16.04.2016 | Чемпионат России             | Зенит    | Спартак  | 5:2            | Витсель (15), Халк (46), Дзюба (65), Маурисио (73), Гарсия (87) — Попов (10), Глушаков (21)        |
| 148 | 02.10.2016 | Чемпионат России             | Зенит    | Спартак  | 4:2            | Кришито (20, пен.), Дзюба (33), Витсель (61), Жулиано (87, пен.) — Боккетти (28), Зе Луиш (37)     |
| 149 | 16.04.2017 | Чемпионат России             | Спартак  | Зенит    | 2:1            | Промес (22), Самедов (80) — Дзюба (66)                                                             |
| 150 | 06.08.2017 | Чемпионат России             | Зенит    | Спартак  | 5:1            | Кокорин (36), Ерохин (45+1), Кришито (57), Кузяев (63), Ребров (77, авт.) — Промес (71, пен.)      |
| 151 | 27.11.2017 | Чемпионат России             | Спартак  | Зенит    | 3:1            | Самедов (19), Адриано (30), Пашалич (90+8) — Кришито (35)                                          |
| 152 | 02.09.2018 | Чемпионат России             | Зенит    | Спартак  | 0:0            | |
| 153 | 17.03.2019 | Чемпионат России             | Спартак  | Зенит    | 1:1            | Глушаков (13) — Барриос (27)                                                                       |
| 154 | 01.09.2019 | Чемпионат России             | Спартак  | Зенит    | 0:1            | Жирков (41)                                                                                        |
| 155 | 01.12.2019 | Чемпионат России             | Зенит    | Спартак  | 1:0            | Кутепов (21, авт.)                                                                                 |
| 156 | 19.07.2020 | Кубок России, 1/2            | Зенит    | Спартак  | 2:1            | Дзюба (24, пен.), Кузяев (45+3) — Соболев (45+1)                                                   |
| 157 | 03.10.2020 | Чемпионат России             | Спартак  | Зенит    | 1:1            | Понсе (86) — Ерохин (65)                                                                           |
| 158 | 16.12.2020 | Чемпионат России             | Зенит    | Спартак  | 3:1            | Азмун (8), Ракицкий (73), Дзюба (90+3) — Ловрен (22, авт.)                                         |
| 159 | 24.10.2021 | Чемпионат России             | Зенит    | Спартак  | 7:1            | Азмун (20, 36), Клаудиньо (28), Ан. Мостовой (45, 55), Дзюба (80, пен.), Ерохин (88) — Промес (53) |
| 160 | 15.05.2022 | Чемпионат России             | Спартак  | Зенит    | 1:1            | Соболев (49) — Ан. Мостовой (90+3, пен.)                                                           |
| 161 | 09.07.2022 | Суперкубок России            | Зенит    | Спартак  | 4:0            | Сергеев (29), Малком (34), Вендел (46), Кассьерра (90+3)                                           |
| 162 | 04.09.2022 | Чемпионат России             | Спартак  | Зенит    | 1:2            | Соболев (21) — Ловрен (48), Ан. Мостовой (60)                                                      |
| 163 | 29.09.2022 | Кубок России, Групповой этап | Спартак  | Зенит    | 3:0            | Промес (79, 90+5), Соболев (86)                                                                    |
| 164 | 27.11.2022 | Кубок России, Групповой этап | Зенит    | Спартак  | 0:0 (4:2 пен.) | Кузяев, Мантуан, Ан. Мостовой, Бакаев — Хлусевич, Литвинов                                         |
| 165 | 07.05.2023 | Чемпионат России             | Зенит    | Спартак  | 3:2            | Клаудиньо (13), Ан. Мостовой (39), Сергеев (90+2) — Кейта (33), Промес (85, пен.)                  |
| 166 | 20.08.2023 | Чемпионат России             | Спартак  | Зенит    | 1:3            | Соболев (81, пен.) — Вендел (32, 73), Кассьерра (90+4)                                             |
| 167 | 02.03.2024 | Чемпионат России             | Зенит    | Спартак  | 0:0            | |
| 168 | 03.04.2024 | Кубок России, 1/2 (путь РПЛ) | Спартак  | Зенит    | 1:2            | Угальде (12) — Педро (55, 65)                                                                      |
| 169 | 17.04.2024 | Кубок России, 1/2 (путь РПЛ) | Зенит    | Спартак  | 0:0            | |
| 170 | 24.08.2024 | Чемпионат России             | Зенит    | Спартак  | 0:0            | |
| 171 | 16.03.2025 | Чемпионат России             | Спартак  | Зенит    | 2:1            | Мартинс (45+2, 90+2) — Энрике (83)                                                                 |
| 172 | 16.08.2025 | Чемпионат России             | Спартак  | Зенит    | 2:2            | Маркиньос (18), Фернандеш (38) — Кассьерра (15), Соболев (63)                                      |

| Победы «Зенита» | Ничейные результаты | Победы «Спартака» | Всего игр |
| --------------- | ------------------- | ----------------- | --------- |
| 55              | 49                  | 68                | 171       |

## Рекорды
| - Победная серия «Спартака» — 7 матчей (1936—1940) - Беспроигрышная серия «Спартака» — 9 матчей (2005—2008) - Наибольшее число матчей за «Спартак» — 26 матчей (Игорь Нетто и Егор Титов) - Наибольшее число мячей за «Спартак» — 8 мячей (Галимзян Хусаинов и Никита Симонян) | - Победная серия «Зенита» — 3 матча (1944—45, 2003—04, 2012—13, 2019—20) - Беспроигрышная серия «Зенита» — 11 матчей (2018—2022) - Наибольшее число матчей за «Зенит» — 28 матчей (Вячеслав Малафеев) - Наибольшее число мячей за «Зенит» — 12 мячей (Александр Кержаков) |

- Наибольшее количество забитых мячей в матче:

8 мячей
1961 — Чемпионат СССР — Зенит — Спартак 2:6
2021 — Чемпионат России — Зенит — Спартак 7:1
7 мячей
1940 — Чемпионат СССР — Зенит — Спартак 3:4
1957 — Чемпионат СССР — Спартак — Зенит 3:4
2002 — Чемпионат России — Спартак — Зенит 4:3
2016 — Чемпионат России — Зенит — Спартак 5:2

### Игроки, забивавшие за оба клуба
| Футболист         | Голов за «Зенит» | Голов за «Спартак» |
| ----------------- | ---------------- | ------------------ |
| Сергей Сальников  | 2                | 5                  |
| Владимир Быстров  | 2                | 2                  |
| Артём Дзюба       | 7                | 3                  |
| Александр Соболев | 1                | 5                  |